# John Stafford Smith
John Stafford Smith (30 de marzo de 1750 - 21 de septiembre de 1836) fue un compositor, organista de iglesia y musicólogo británico. Fue uno de los primeros coleccionistas serios de manuscritos de obras de Johann Sebastian Bach.
Stafford Smith es principalmente conocido por escribir la música de "The Anacreontic Song", que se convirtió en la melodía de la canción patriótica estadounidense "The Star-Spangled Banner" después de la Guerra de 1812, y que en 1931 fue adoptado como el himno nacional de los Estados Unidos.

## Biografía
Fue discípulo de William Boyce y después de que hubiese sido algún tiempo cantor de la Chapel Royal, asumió la plaza de organista de la misma. Reunió muchas de sus composiciones con el título de A collection of songs of various kinds for different voices (Londres, 1785). También publicó, una interesante antología de música religiosa de autores ingleses del siglo XII al XVIII, Musica Antiqua, a selection of Music from twelfth to the eighteen century (2 t., Londres, 1812).